# 420356 Праамжюс
420356 Праамжюс — транснептуновий об'єкт (ТНО) та можлива карликова планета в поясі Койпера. Він має другий найнижчий показник ексцентриситету після 2003 YN179. Орбіта Праамжюса має приблизний орбітальний резонанс 3:5 до Нептуна, але замикання орбіти потребує 160 орбіт Нептуна (26500 років), менше, аніж очікують для об'єкта з резонансом 3:5. Об'єкт було відкрито 23 січня 2012 року із ухваленням Центру малих планет, підтверджені попередні спостереження відбулися ще в грудні 2011 року, непідтверджені попередні спостереження вели ще з 2004 року. Об'єкт офіційно отримав назву 22 лютого 2016 року на честь литовського бога неба, миру, та дружби.
Праамжюс — один з нещодавно відкритих малих планет. Об'єкт отримав цифрове позначення через велику кількість спостережень, приблизно 1 кожні 10 днів. Усі спостереження, окрім спостереження 6 лютого 2013 року, відбувалися з Обсерваторії в Маунт Ґрехам.